# Albert Fiebiger
Albert Fiebiger (geboren 30. August 1869 in Bärenstein (Erzgebirge); gestorben unbekannt) war ein deutscher Maler, Zeichner und Illustrator.

## Leben
Albert Fiebiger studierte an der Kunstgewerbeschule Dresden. Er war freier Mitarbeiter der Zeitschrift Jugend und der Satireblätter Ulk, Meggendorfer-Blätter und Süddeutscher Postillon. Fiebiger hielt sich zwischen 1901 und 1907 häufiger in Dachau auf und malte auch in Schleißheim. Er war zeitweise auch in Rothenburg ob der Tauber ansässig. Seine Ehefrau Else Fiebiger war in den 1920er Jahren in Weßling, Dießen am Ammersee und in Ortenburg gemeldet. Fiebiger war Mitglied des Süddeutschen Illustratorenbundes.